# Lista över jordebokssocknar och stadsregisterområden i Västergötland

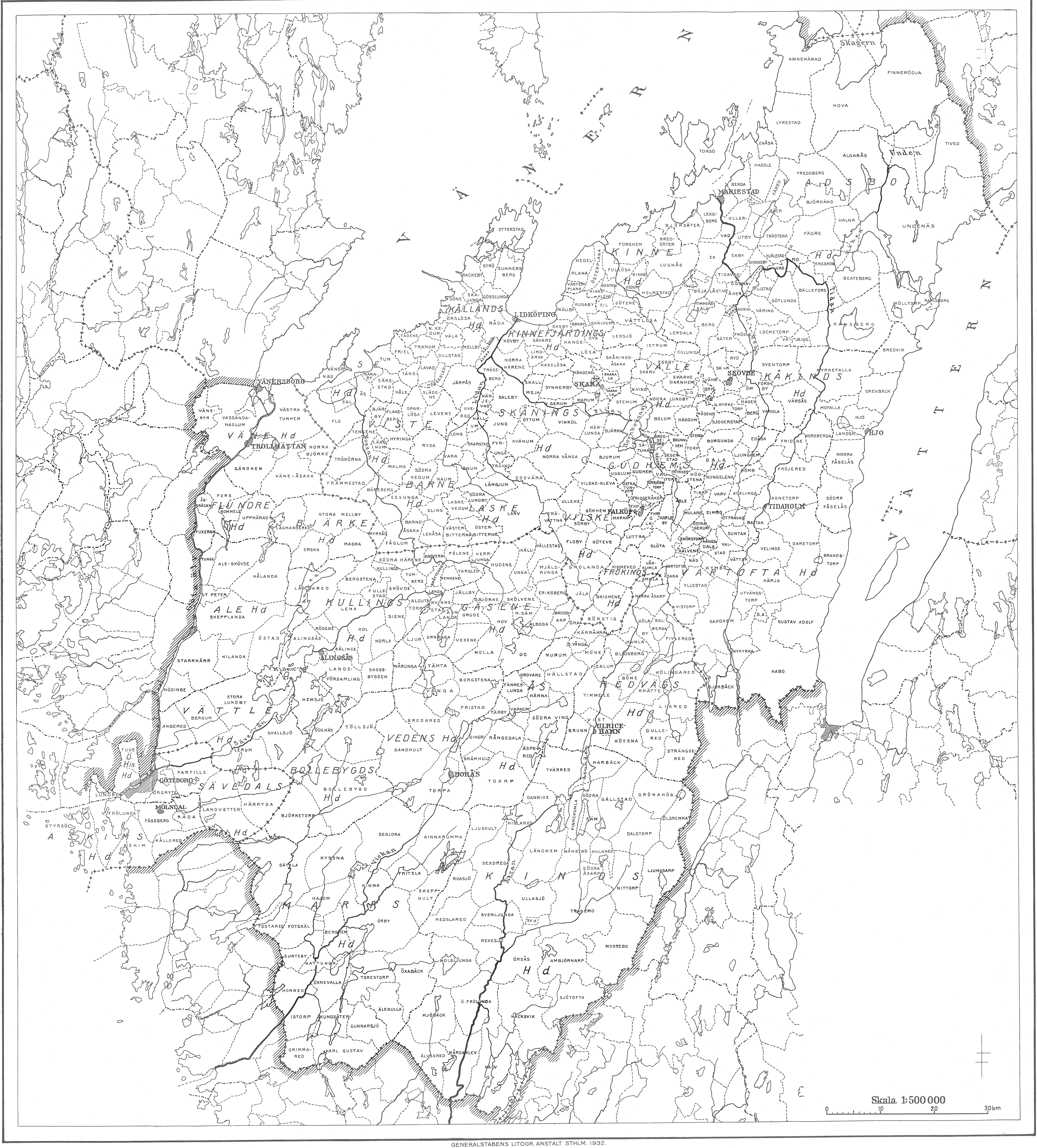
Karta över socknar i Västergötland

Detta är en lista över jordebokssocknar och stadsregisterområden, inklusive städer, köpingar och municipalsamhällen samt vissa andra tätorter i landskapet Västergötland. Uppgifterna är hämtade ur Riksantikvarieämbetets Förteckning över städer och socknar: Del 3 Efter landskap (1999) sidorna 43-51. Listan avser alltså det sockenbegrepp som Antikvarisk-topografiska arkivet och Riksantikvarieämbetet använder sig av, vilket är jordebokssocknen (sedan början av 1900-talet kallad jordregistersocken) och inte det sockenbegrepp som kallats kyrksocken och som 1862 bildade landskommuner respektive församlingar. Som länkarna och sockenkoderna visar sammanfaller jordebokssocknarna till övervägande del med kyrksocknarna. Häradstillhörigheten är angiven efter kartan till höger (Fil:Västergötlands socknar (1932).jpg). För städer och andra tätorter fanns stadsregisterområden, dessa finns också med i listan. Notera att städerna aldrig tillhört några härader. Municipalsamhällerna bildades från 1863 och här är den socken samhället till större delen var belägen i angiven inom parentes.

| Socken/stad                                          | Sn-nr | Härad                | Kommun                                  | Kn-kod     | Län             |
| ---------------------------------------------------- | ----- | -------------------- | --------------------------------------- | ---------- | --------------- |
| Acklinga socken                                      | 1844  | Vartofta härad       | Tidaholms kommun                        | 1498       | Västra Götaland |
| Agnetorps socken                                     | 1845  | Vartofta härad       | Tidaholms kommun                        | 1498       | Västra Götaland |
| Alboga socken                                        | 1623  | Gäsene härad         | Herrljunga kommun                       | 1466       | Västra Götaland |
| Ale-Skövde socken                                    | 1624  | Ale härad            | Lilla Edets kommun                      | 1462       | Västra Götaland |
| Algutstorps socken                                   | 1625  | Kullings härad       | Vårgårda kommun                         | 1442       | Västra Götaland |
| Alingsås socken                                      | 1626  | Kullings härad       | Alingsås kommun                         | 1489       | Västra Götaland |
| Alingsås stad                                        |       |                      | Alingsås kommun                         | 1489       | Västra Götaland |
| Ambjörnarps socken                                   | 1627  | Kinds härad          | Tranemo kommun                          | 1452       | Västra Götaland |
| Amnehärads socken                                    | 1846  | Vadsbo härad         | Gullspångs kommun                       | 1447       | Västra Götaland |
| Angereds socken                                      | 1530  | Vättle härad         | Göteborgs kommun                        | 1480       | Västra Götaland |
| Askims socken                                        | 1531  | Askims härad         | Göteborgs kommun                        | 1480       | Västra Götaland |
| Asklanda socken                                      | 1628  | Gäsene härad         | Vårgårda kommun                         | 1442       | Västra Götaland |
| Asperö municipalsamhälle (Styrsö socken)             |       | Askims härad         | Göteborgs kommun                        | 1480       | Västra Götaland |
| Axvalls municipalsamhälle (Norra Vings socken m.fl.) |       | Valle härad          | Skara kommun                            | 1495       | Västra Götaland |
| Baltaks socken                                       | 1847  | Vartofta härad       | Tidaholms kommun                        | 1498       | Västra Götaland |
| Barne-Åsaka socken                                   | 1848  | Barne härad          | Essunga kommun                          | 1445       | Västra Götaland |
| Beatebergs socken                                    | 1849  | Vadsbo härad         | Töreboda kommun                         | 1473       | Västra Götaland |
| Bergs socken                                         | 1850  | Vadsbo härad         | Skövde kommun                           | 1496       | Västra Götaland |
| Berga socken                                         | 1851  | Vadsbo härad         | Mariestads kommun                       | 1493       | Västra Götaland |
| Berghems socken                                      | 1630  | Marks härad          | Marks kommun                            | 1463       | Västra Götaland |
| Bergstena socken                                     | 1631  | Kullings härad       | Vårgårda kommun                         | 1442       | Västra Götaland |
| Bergums socken                                       | 1534  | Vättle härad         | Göteborgs kommun                        | 1480       | Västra Götaland |
| Binnebergs socken                                    | 1852  | Vadsbo härad         | Skövde kommun                           | 1496       | Västra Götaland |
| Bjurbäcks socken                                     | 1853  | Vartofta härad       | Mullsjö kommun                          | 0642       | Jönköpings län  |
| Bjurums socken                                       | 1854  | Gudhems härad        | Falköpings kommun                       | 1499       | Västra Götaland |
| Bjärby socken                                        | 1855  | Viste härad          | Grästorps kommun                        | 1444       | Västra Götaland |
| Bjärka socken                                        | 1856  | Gudhems härad        | Skara kommun                            | 1495       | Västra Götaland |
| Björketorps socken                                   | 1535  | Sävedals härad       | Härryda kommun                          | 1401       | Västra Götaland |
| Björkängs socken                                     |       | Vadsbo härad         | Töreboda kommun                         | 1473       | Västra Götaland |
| Björsäters socken                                    | 1858  | Vadsbo härad         | Mariestads kommun                       | 1493       | Västra Götaland |
| Blidsbergs socken                                    | 1632  | Redvägs härad        | Ulricehamns kommun                      | 1491       | Västra Götaland |
| Bollebygds socken                                    | 1633  | Bollebygds härad     | Bollebygds kommun                       | 1443       | Västra Götaland |
| Bolums socken                                        | 1859  | Valle härad          | Falköpings kommun                       | 1499       | Västra Götaland |
| Borgstena socken                                     | 1635  | Vedens härad         | Borås kommun                            | 1490       | Västra Götaland |
| Borgunda socken                                      | 1860  | Gudhems härad        | Falköpings kommun                       | 1499       | Västra Götaland |
| Borås stad                                           |       |                      | Borås kommun                            | 1490       | Västra Götaland |
| Brandstorps socken                                   | 1861  | Vartofta härad       | Habo kommun                             | 0643       | Jönköpings län  |
| Bredareds socken                                     | 1637  | Vedens härad         | Borås kommun                            | 1490       | Västra Götaland |
| Bredsäters socken                                    | 1862  | Kinne härad          | Mariestads kommun                       | 1493       | Västra Götaland |
| Breviks socken                                       | 1863  | Kåkinds härad        | Karlsborgs kommun                       | 1446       | Västra Götaland |
| Brismene socken                                      | 1864  | Frökinds härad       | Falköpings kommun                       | 1499       | Västra Götaland |
| Broby socken                                         | 1865  | Kinnefjärdings härad | Götene kommun                           | 1471       | Västra Götaland |
| Broddarps socken                                     | 1638  | Gäsene härad         | Herrljunga kommun                       | 1466       | Västra Götaland |
| Broddetorps socken                                   | 1866  | Gudhems härad        | Falköpings kommun                       | 1499       | Västra Götaland |
| Brunns socken                                        | 3070  | Redvägs härad        | Ulricehamns kommun                      | 1491       | Västra Götaland |
| Brunnhems socken                                     | 1867  | Gudhems härad        | Falköpings kommun                       | 1499       | Västra Götaland |
| Bråttensby socken                                    | 1641  | Kullings härad       | Herrljunga kommun                       | 1466       | Västra Götaland |
| Brämhults socken                                     | 1642  | Ås härad             | Borås kommun                            | 1490       | Västra Götaland |
| Bäcks socken                                         | 1868  | Vadsbo härad         | Töreboda kommun                         | 1473       | Västra Götaland |
| Bälinge socken                                       | 3071  | Kullings härad       | Alingsås kommun                         | 1489       | Västra Götaland |
| Bällefors socken                                     | 1869  | Vadsbo härad         | Töreboda kommun                         | 1473       | Västra Götaland |
| Bärebergs socken                                     | 1870  | Viste härad          | Essunga kommun                          | 1445       | Västra Götaland |
| Böja socken                                          | 1871  | Vadsbo härad         | Skövde kommun                           | 1496       | Västra Götaland |
| Böne socken                                          | 1868  | Redvägs härad        | Ulricehamns kommun                      | 1491       | Västra Götaland |
| Börstigs socken                                      | 1872  | Frökinds härad       | Falköpings kommun                       | 1499       | Västra Götaland |
| Dala socken                                          | 1873  | Gudhems härad        | Falköpings kommun                       | 1499       | Västra Götaland |
| Dalstorps socken                                     | 1648  | Kinds härad          | Tranemo kommun                          | 1452       | Västra Götaland |
| Dalums socken                                        | 1649  | Redvägs härad        | Ulricehamns kommun                      | 1491       | Västra Götaland |
| Dannike socken                                       | 1650  | Kinds härad          | Borås kommun                            | 1490       | Västra Götaland |
| Daretorps socken                                     | 1874  | Vartofta härad       | Tidaholms kommun                        | 1498       | Västra Götaland |
| Dimbo socken                                         | 1875  | Vartofta härad       | Tidaholms kommun                        | 1498       | Västra Götaland |
| Donsö municipalsamhälle (Styrsö socken)              |       | Askims härad         | Göteborgs kommun                        | 1480       | Västra Götaland |
| Edsvära socken                                       | 1876  | Skånings härad       | Vara kommun                             | 1470       | Västra Götaland |
| Edåsa socken                                         | 1877  | Gudhems härad        | Skövde kommun                           | 1496       | Västra Götaland |
| Eggby socken                                         | 1878  | Valle härad          | Skara kommun                            | 1495       | Västra Götaland |
| Eggvena socken                                       | 1652  | Kullings härad       | Herrljunga kommun                       | 1466       | Västra Götaland |
| Eks socken                                           | 1879  | Vadsbo härad         | Mariestads kommun                       | 1493       | Västra Götaland |
| Ekby socken                                          | 1880  | Vadsbo härad         | Mariestads kommun                       | 1493       | Västra Götaland |
| Ekeskogs socken                                      | 1881  | Vadsbo härad         | Töreboda kommun                         | 1473       | Västra Götaland |
| Elings socken                                        | 1882  | Barne härad          | Vara kommun                             | 1470       | Västra Götaland |
| Enåsa socken                                         | 1883  | Vadsbo härad         | Mariestads kommun                       | 1493       | Västra Götaland |
| Eriksbergs socken                                    | 1653  | Gäsene härad         | Herrljunga kommun                       | 1466       | Västra Götaland |
| Erska socken                                         | 1655  | Bjärke härad         | Alingsås kommun                         | 1489       | Västra Götaland |
| Essunga socken                                       | 1884  | Barne härad          | Essunga kommun                          | 1445       | Västra Götaland |
| Falköpings stad                                      |       |                      | Falköpings kommun                       | 1499       | Västra Götaland |
| Falköpings västra socken                             | 3027  | Gudhems härad        | Falköpings kommun                       | 1499       | Västra Götaland |
| Falköpings östra socken                              | 3028  | Vartofta härad       | Falköpings kommun                       | 1499       | Västra Götaland |
| Finnekumla socken                                    | 1656  | Kinds härad          | Ulricehamns kommun                      | 1491       | Västra Götaland |
| Finnerödja socken                                    | 2223  | Vadsbo härad         | Laxå kommun                             | 1860       | Örebro län      |
| Fivlereds socken                                     | 1888  | Redvägs härad        | Falköpings kommun                       | 1499       | Västra Götaland |
| Flakebergs socken                                    | 1889  | Viste härad          | Grästorps kommun                        | 1444       | Västra Götaland |
| Flistads socken                                      | 1890  | Vadsbo härad         | Skövde kommun                           | 1496       | Västra Götaland |
| Flo socken                                           | 1891  | Åse härad            | Grästorps kommun                        | 1444       | Västra Götaland |
| Floby municipalsamhälle (Floby socken)               |       | Vilske härad         | Falköpings kommun                       | 1499       | Västra Götaland |
| Floby socken                                         | 1892  | Vilske härad         | Falköpings kommun                       | 1499       | Västra Götaland |
| Fors socken                                          | 1658  | Flundre härad        | Trollhättans kommun                     | 1488       | Västra Götaland |
| Forsby socken                                        | 1893  | Kåkinds härad        | Skövde kommun                           | 1496       | Västra Götaland |
| Forshems socken                                      | 1894  | Kinne härad          | Götene kommun                           | 1471       | Västra Götaland |
| Fotskäls socken                                      | 1659  | Marks härad          | Marks kommun                            | 1463       | Västra Götaland |
| Fredsbergs socken                                    | 1895  | Vadsbo härad         | Töreboda kommun                         | 1473       | Västra Götaland |
| Fridene socken                                       | 1896  | Vartofta härad       | Hjo kommun                              | 1497       | Västra Götaland |
| Friels socken                                        | 1897  | Åse härad            | Lidköpings kommun                       | 1494       | Västra Götaland |
| Friggeråkers socken                                  | 1898  | Gudhems härad        | Falköpings kommun                       | 1499       | Västra Götaland |
| Fristads socken                                      | 1660  | Vedens härad         | Borås kommun                            | 1490       | Västra Götaland |
| Fritsla socken                                       | 1661  | Marks härad          | Marks kommun                            | 1463       | Västra Götaland |
| Främmestads socken                                   | 1899  | Viste härad          | Essunga kommun                          | 1445       | Västra Götaland |
| Fröjereds socken                                     | 1900  | Vartofta härad       | Tidaholms kommun                        | 1498       | Västra Götaland |
| Frösve socken                                        | 1901  | Vadsbo härad         | Skövde kommun                           | 1496       | Västra Götaland |
| Fullestads socken                                    | 1664  | Kullings härad       | Vårgårda kommun                         | 1442       | Västra Götaland |
| Fullösa socken                                       | 1902  | Kinne härad          | Götene kommun                           | 1471       | Västra Götaland |
| Fuxerna socken                                       | 1665  | Flundre härad        | Lilla Edets kommun                      | 1462       | Västra Götaland |
| Fyrunga socken                                       | 1903  | Skånings härad       | Vara kommun                             | 1470       | Västra Götaland |
| Fåglums socken                                       | 1904  | Barne härad          | Essunga kommun                          | 1445       | Västra Götaland |
| Fägre socken                                         | 1905  | Vadsbo härad         | Töreboda kommun                         | 1473       | Västra Götaland |
| Fänneslunda socken                                   | 1666  | Ås härad             | Ulricehamns kommun                      | 1491       | Västra Götaland |
| Färeds socken                                        | 1906  | Vadsbo härad         | Mariestads kommun                       | 1493       | Västra Götaland |
| Fässbergs socken                                     |       | Askims härad         | Mölndals kommun                         | 1481       | Västra Götaland |
| Fölene socken                                        | 1668  | Kullings härad       | Herrljunga kommun                       | 1466       | Västra Götaland |
| Gillstads socken                                     | 1907  | Kållands härad       | Lidköpings kommun                       | 1494       | Västra Götaland |
| Gingri socken                                        | 1671  | Ås härad             | Borås kommun                            | 1490       | Västra Götaland |
| Grevbäcks socken                                     | 1908  | Kåkinds härad        | Hjo kommun                              | 1497       | Västra Götaland |
| Grimmareds socken                                    | 1450  | Marks härad          | Varbergs kommun                         | 1383       | Hallands län    |
| Grolanda socken                                      | 1909  | Vilske härad         | Falköpings kommun                       | 1499       | Västra Götaland |
| Grovare socken                                       | 1673  | Ås härad             | Ulricehamns kommun                      | 1491       | Västra Götaland |
| Grude socken                                         | 1674  | Gäsene härad         | Herrljunga kommun                       | 1466       | Västra Götaland |
| Grästorps köping (Tengene socken)                    |       | Viste härad          | Grästorps kommun                        | 1444       | Västra Götaland |
| Grönahögs socken                                     | 1675  | Kinds härad          | Ulricehamns kommun                      | 1491       | Västra Götaland |
| Gudhems socken                                       | 1911  | Gudhems härad        | Falköpings kommun                       | 1499       | Västra Götaland |
| Gullereds socken                                     | 1676  | Redvägs härad        | Ulricehamns kommun                      | 1491       | Västra Götaland |
| Gullspångs municipalsamhälle (Amnehärads socken)     |       | Vadsbo härad         | Gullspångs kommun                       | 1447       | Västra Götaland |
| Gunnarsjö socken                                     | 1452  | Marks härad          | Varbergs kommun                         | 1383       | Hallands län    |
| Gustav Adolfs socken                                 | 1912  | Vartofta härad       | Habo kommun                             | 0643       | Jönköpings län  |
| Gällstads socken                                     | 1678  | Kinds härad          | Ulricehamns kommun                      | 1491       | Västra Götaland |
| Gärdhems socken                                      | 1679  | Väne härad           | Trollhättans kommun                     | 1488       | Västra Götaland |
| Gökhems socken                                       | 1913  | Vilske härad         | Falköpings kommun                       | 1499       | Västra Götaland |
| Gösslunda socken                                     | 1914  | Kållands härad       | Lidköpings kommun                       | 1494       | Västra Götaland |
| Göteborgs stad                                       |       |                      | Göteborgs kommun                        | 1480       | Västra Götaland |
| Götene municipalsamhälle (Götene socken)             |       | Kinne härad          | Götene kommun                           | 1471       | Västra Götaland |
| Götene socken                                        | 1915  | Kinne härad          | Götene kommun                           | 1471       | Västra Götaland |
| Göteve socken                                        | 1916  | Vilske härad         | Falköpings kommun                       | 1499       | Västra Götaland |
| Götlunda socken                                      | 1917  | Vadsbo härad         | Skövde kommun                           | 1496       | Västra Götaland |
| Habo socken                                          | 1918  | Vartofta härad       | Habo kommun                             | 0643       | Jönköpings län  |
| Hagelbergs socken                                    | 1919  | Kåkinds härad        | Skövde kommun                           | 1496       | Västra Götaland |
| Hajoms socken                                        | 1680  | Marks härad          | Marks kommun                            | 1463       | Västra Götaland |
| Halna socken                                         | 1920  | Vadsbo härad         | Töreboda kommun                         | 1473       | Västra Götaland |
| Hangelösa socken                                     | 1921  | Kinnefjärdings härad | Götene kommun                           | 1471       | Västra Götaland |
| Hassle socken                                        | 1922  | Vadsbo härad         | Mariestads kommun                       | 1493       | Västra Götaland |
| Hasslösa socken                                      | 1923  | Kinnefjärdings härad | Lidköpings kommun                       | 1494       | Västra Götaland |
| Hemsjö socken                                        | 1681  | Kullings härad       | Alingsås kommun                         | 1489       | Västra Götaland |
| Herrljunga municipalsamhälle (Herrljunga socken)     |       | Kullings härad       | Herrljunga kommun                       | 1466       | Västra Götaland |
| Herrljunga socken                                    | 1682  | Kullings härad       | Herrljunga kommun                       | 1466       | Västra Götaland |
| Hillareds socken                                     | 1683  | Kinds härad          | Svenljunga kommun                       | 1465       | Västra Götaland |
| Hjo stad                                             |       |                      | Hjo kommun                              | 1497       | Västra Götaland |
| Hjälstads socken                                     | 1925  | Vadsbo härad         | Töreboda kommun                         | 1473       | Västra Götaland |
| Hols socken                                          | 1685  | Kullings härad       | Vårgårda kommun                         | 1442       | Västra Götaland |
| Holmestads socken                                    | 1926  | Kinne härad          | Götene kommun                           | 1471       | Västra Götaland |
| Holsljunga socken                                    | 1687  | Kinds härad          | Svenljunga kommun                       | 1465       | Västra Götaland |
| Horla socken                                         | 1688  | Kullings härad       | Vårgårda kommun                         | 1442       | Västra Götaland |
| Horns socken                                         | 1927  | Vadsbo härad         | Skövde kommun                           | 1496       | Västra Götaland |
| Hornborga socken                                     | 1928  | Gudhems härad        | Falköpings kommun                       | 1499       | Västra Götaland |
| Horreds socken                                       | 1689  | Marks härad          | Marks kommun                            | 1463       | Västra Götaland |
| Hovs socken                                          | 1690  | Gäsene härad         | Herrljunga kommun                       | 1466       | Västra Götaland |
| Hova socken                                          | 1929  | Vadsbo härad         | Gullspångs kommun                       | 1447       | Västra Götaland |
| Hovby socken                                         | 1930  | Kinnefjärdings härad | Lidköpings kommun                       | 1494       | Västra Götaland |
| Hudene socken                                        | 1691  | Gäsene härad         | Herrljunga kommun                       | 1466       | Västra Götaland |
| Hulareds socken                                      | 1692  | Kinds härad          | Tranemo kommun                          | 1452       | Västra Götaland |
| Humla socken                                         | 1693  | Redvägs härad        | Ulricehamns kommun                      | 1491       | Västra Götaland |
| Husaby socken                                        | 1931  | Kinnefjärdings härad | Götene kommun                           | 1471       | Västra Götaland |
| Hyringa socken                                       | 1932  | Viste härad          | Grästorps kommun                        | 1444       | Västra Götaland |
| Hyssna socken                                        | 1694  | Marks härad          | Marks kommun                            | 1463       | Västra Götaland |
| Håcksviks socken                                     | 1696  | Kinds härad          | Svenljunga kommun                       | 1465       | Västra Götaland |
| Håkantorps socken                                    | 1933  | Gudhems härad        | Falköpings kommun                       | 1499       | Västra Götaland |
| Hålanda socken                                       | 1697  | Ale härad            | Ale kommun                              | 1440       | Västra Götaland |
| Håle socken                                          | 1934  | Åse härad            | Grästorps kommun                        | 1444       | Västra Götaland |
| Hångsdala socken                                     | 1935  | Vartofta härad       | Tidaholms kommun                        | 1498       | Västra Götaland |
| Häggesleds socken                                    | 1936  | Kållands härad       | Lidköpings kommun                       | 1494       | Västra Götaland |
| Häggums socken                                       | 1937  | Valle härad          | Skövde kommun                           | 1496       | Västra Götaland |
| Hällestads socken                                    | 1938  | Gäsene härad         | Falköpings kommun                       | 1499       | Västra Götaland |
| Hällstads socken                                     | 1698  | Ås härad             | Ulricehamns kommun                      | 1491       | Västra Götaland |
| Hällums socken                                       | 1939  | Barne härad          | Vara kommun                             | 1470       | Västra Götaland |
| Händene socken                                       | 1940  | Skånings härad       | Skara kommun                            | 1495       | Västra Götaland |
| Härja socken                                         | 1941  | Vartofta härad       | Tidaholms kommun                        | 1498       | Västra Götaland |
| Härjevads socken                                     | 1942  | Skånings härad       | Lidköpings kommun                       | 1494       | Västra Götaland |
| Härlunda socken                                      | 1943  | Skånings härad       | Skara kommun                            | 1495       | Västra Götaland |
| Härryda socken                                       | 1556  | Sävedals härad       | Härryda kommun                          | 1401       | Västra Götaland |
| Högstena socken                                      | 1944  | Gudhems härad        | Falköpings kommun                       | 1499       | Västra Götaland |
| Hömbs socken                                         | 1945  | Vartofta härad       | Tidaholms kommun                        | 1498       | Västra Götaland |
| Hössna socken                                        | 1701  | Redvägs härad        | Ulricehamns kommun                      | 1491       | Västra Götaland |
| Istorps socken                                       | 1702  | Marks härad          | Marks kommun                            | 1463       | Västra Götaland |
| Istrums socken                                       | 1946  | Valle härad          | Skara kommun                            | 1495       | Västra Götaland |
| Jonsereds municipalsamhälle (Partille socken)        |       | Sävedals härad       | Partille kommun                         | 1402       | Västra Götaland |
| Jungs socken                                         | 1947  | Skånings härad       | Vara kommun                             | 1470       | Västra Götaland |
| Jäla socken                                          | 1948  | Vilske härad         | Falköpings kommun                       | 1499       | Västra Götaland |
| Jällby socken                                        | 1703  | Gäsene härad         | Herrljunga kommun                       | 1466       | Västra Götaland |
| Järpås socken                                        | 1949  | Kållands härad       | Lidköpings kommun                       | 1494       | Västra Götaland |
| Kalvs socken                                         | 1706  | Kinds härad          | Svenljunga kommun                       | 1465       | Västra Götaland |
| Karaby socken                                        | 1950  | Åse härad            | Lidköpings kommun                       | 1494       | Västra Götaland |
| Karl Gustavs socken                                  | 1465  | Marks härad          | Varbergs kommun                         | 1383       | Hallands län    |
| Karleby socken                                       | 1951  | Vartofta härad       | Falköpings kommun                       | 1499       | Västra Götaland |
| Karlsborgs socken                                    | 1952  | Vadsbo härad         | Karlsborgs kommun                       | 1446       | Västra Götaland |
| Kattunga socken                                      | 3035  | Marks härad          | Marks kommun                            | 1463       | Västra Götaland |
| Kestads socken                                       | 1953  | Kinne härad          | Götene kommun                           | 1471       | Västra Götaland |
| Kilanda socken                                       | 1707  | Ale härad            | Ale kommun                              | 1440       | Västra Götaland |
| Kinna socken                                         | 1708  | Marks härad          | Marks kommun                            | 1463       | Västra Götaland |
| Kinnarumma socken                                    | 1709  | Marks härad          | Borås kommun                            | 1490       | Västra Götaland |
| Kinne-Kleva socken                                   | 1954  | Kinne härad          | Götene kommun                           | 1471       | Västra Götaland |
| Kinneveds socken                                     | 1956  | Frökinds härad       | Falköpings kommun                       | 1499       | Västra Götaland |
| Kinne-Vedums socken                                  | 1955  | Kinne härad          | Götene kommun                           | 1471       | Västra Götaland |
| Knätte socken                                        | 1710  | Redvägs härad        | Ulricehamns kommun                      | 1491       | Västra Götaland |
| Korsberga socken                                     | 1957  | Vartofta härad       | Hjo kommun                              | 1497       | Västra Götaland |
| Kullings-Skövde socken                               | 1711  | Kullings härad       | Vårgårda kommun                         | 1442       | Västra Götaland |
| Kungslena socken                                     | 1958  | Vartofta härad       | Tidaholms kommun                        | 1498       | Västra Götaland |
| Kungsäters socken                                    | 1470  | Marks härad          | Varbergs kommun                         | 1383       | Hallands län    |
| Kvinnestads socken                                   | 1712  | Gäsene härad         | Vårgårda kommun                         | 1442       | Västra Götaland |
| Kvänums socken                                       | 1959  | Skånings härad       | Vara kommun                             | 1470       | Västra Götaland |
| Kymbo socken                                         | 1960  | Vartofta härad       | Tidaholms kommun                        | 1498       | Västra Götaland |
| Kyrkefalla socken                                    |       | Vadsbo härad         | Tibro kommun                            | 1472       | Västra Götaland |
| Kyrkås socken                                        | 1961  | Barne härad          | Essunga kommun                          | 1445       | Västra Götaland |
| Kållands-Åsaka socken                                | 1962  | Kållands härad       | Lidköpings kommun                       | 1494       | Västra Götaland |
| Kållereds socken                                     | 1565  | Askims härad         | Mölndals kommun                         | 1481       | Västra Götaland |
| Källby socken                                        | 1963  | Kinnefjärdings härad | Götene kommun                           | 1471       | Västra Götaland |
| Källunga socken                                      | 1713  | Gäsene härad         | Herrljunga kommun                       | 1466       | Västra Götaland |
| Kälvene socken                                       | 1964  | Vartofta härad       | Falköpings kommun                       | 1499       | Västra Götaland |
| Kärråkra socken                                      | 1714  | Ås härad             | Ulricehamns kommun                      | 1491       | Västra Götaland |
| Kölaby socken                                        | 1715  | Redvägs härad        | Ulricehamns kommun                      | 1491       | Västra Götaland |
| Kölingareds socken                                   | 1716  | Redvägs härad        | Ulricehamns kommun                      | 1491       | Västra Götaland |
| Lagmansereds socken                                  | 1717  | Bjärke härad         | Trollhättans kommun                     | 1488       | Västra Götaland |
| Landa socken                                         | 1718  | Kullings härad       | Vårgårda kommun                         | 1442       | Västra Götaland |
| Landvetters socken                                   | 1567  | Sävedals härad       | Härryda kommun                          | 1401       | Västra Götaland |
| Larvs socken                                         | 1965  | Laske härad          | Vara kommun                             | 1470       | Västra Götaland |
| Laske-Vedums socken                                  | 1966  | Laske härad          | Vara kommun                             | 1470       | Västra Götaland |
| Lavads socken                                        | 1967  | Kållands härad       | Lidköpings kommun                       | 1494       | Västra Götaland |
| Ledsjö socken                                        | 1968  | Kinne härad          | Götene kommun                           | 1471       | Västra Götaland |
| Leksbergs socken                                     | 1969  | Vadsbo härad         | Mariestads kommun                       | 1493       | Västra Götaland |
| Lekåsa socken                                        | 1970  | Barne härad          | Essunga kommun                          | 1445       | Västra Götaland |
| Lena socken                                          | 1720  | Kullings härad       | Vårgårda kommun                         | 1442       | Västra Götaland |
| Lerdala socken                                       | 1971  | Vadsbo härad         | Skövde kommun                           | 1496       | Västra Götaland |
| Lerums socken                                        | 1722  | Vättle härad         | Lerums kommun                           | 1441       | Västra Götaland |
| Levene socken                                        | 1972  | Viste härad          | Vara kommun                             | 1470       | Västra Götaland |
| Liareds socken                                       | 1723  | Redvägs härad        | Ulricehamns kommun                      | 1491       | Västra Götaland |
| Lidköpings stad                                      |       |                      | Lidköpings kommun                       | 1494       | Västra Götaland |
| Lilla Edets köping (Fuxerna socken)                  |       | Flundre härad        | Lilla Edets kommun                      | 1462       | Västra Götaland |
| Limmareds samhälle (Södra Åsarps socken)             |       | Kinds härad          | Tranemo kommun                          | 1452       | Västra Götaland |
| Lindärva socken                                      | 1974  | Kinnefjärdings härad | Lidköpings kommun                       | 1494       | Västra Götaland |
| Ljunghems socken                                     | 1975  | Gudhems härad        | Skövde kommun                           | 1496       | Västra Götaland |
| Ljungsarps socken                                    | 1726  | Kinds härad          | Tranemo kommun                          | 1452       | Västra Götaland |
| Ljurs socken                                         | 1727  | Gäsene härad         | Vårgårda kommun                         | 1442       | Västra Götaland |
| Ljushults socken                                     | 1728  | Kinds härad          | Borås kommun                            | 1490       | Västra Götaland |
| Locketorps socken                                    | 1976  | Vadsbo härad         | Skövde kommun                           | 1496       | Västra Götaland |
| Longs socken                                         | 1977  | Barne härad          | Vara kommun                             | 1470       | Västra Götaland |
| Lugnås socken                                        | 1978  | Kinne härad          | Mariestads kommun                       | 1493       | Västra Götaland |
| Lundby socken                                        | 3042  | Östra Hisings härad  | Göteborgs kommun                        | 1480       | Västra Götaland |
| Lundsbrunns municipalsamhälle (Ledsjö socken m.fl.)  |       | Kinne härad          | Götene kommun                           | 1471       | Västra Götaland |
| Luttra socken                                        | 1979  | Vartofta härad       | Falköpings kommun                       | 1499       | Västra Götaland |
| Lyrestads socken                                     | 1980  | Vadsbo härad         | Mariestads kommun                       | 1493       | Västra Götaland |
| Långareds socken                                     | 1729  | Kullings härad       | Alingsås kommun                         | 1489       | Västra Götaland |
| Låstads socken                                       | 1981  | Vadsbo härad         | Mariestads kommun                       | 1493       | Västra Götaland |
| Länghems socken                                      | 1730  | Kinds härad          | Tranemo kommun                          | 1452       | Västra Götaland |
| Längjums socken                                      | 1982  | Laske härad          | Vara kommun                             | 1470       | Västra Götaland |
| Längnums socken                                      | 1983  | Viste härad          | Grästorps kommun                        | 1444       | Västra Götaland |
| Lödöse samhälle (Sankt Peders socken)                |       | Ale härad            | Ale kommun                              | 1440       | Västra Götaland |
| Magra socken                                         | 1731  | Bjärke härad         | Alingsås kommun                         | 1489       | Västra Götaland |
| Malma socken                                         | 1984  | Viste härad          | Essunga kommun                          | 1445       | Västra Götaland |
| Marbäcks socken                                      | 1732  | Kinds härad          | Ulricehamns kommun                      | 1491       | Västra Götaland |
| Mariestads stad                                      |       |                      | Mariestads kommun                       | 1493       | Västra Götaland |
| Marka socken                                         | 1986  | Vilske härad         | Falköpings kommun                       | 1499       | Västra Götaland |
| Marums socken                                        | 1987  | Skånings härad       | Skara kommun                            | 1495       | Västra Götaland |
| Medelplana socken                                    | 1988  | Kinne härad          | Götene kommun                           | 1471       | Västra Götaland |
| Mellby socken                                        | 1989  | Kållands härad       | Lidköpings kommun                       | 1494       | Västra Götaland |
| Mjäldrunga socken                                    | 1734  | Gäsene härad         | Herrljunga kommun                       | 1466       | Västra Götaland |
| Mjöbäcks socken                                      | 1735  | Kinds härad          | Svenljunga kommun                       | 1465       | Västra Götaland |
| Mo socken                                            | 1990  | Vadsbo härad         | Töreboda kommun                         | 1473       | Västra Götaland |
| Mofalla socken                                       | 1991  | Kåkinds härad        | Hjo kommun                              | 1497       | Västra Götaland |
| Moholms municipalsamhälle (Mo socken)                |       | Vadsbo härad         | Töreboda kommun                         | 1473       | Västra Götaland |
| Molla socken                                         | 1737  | Gäsene härad         | Herrljunga kommun                       | 1466       | Västra Götaland |
| Mossebo socken                                       | 1738  | Kinds härad          | Tranemo kommun                          | 1452       | Västra Götaland |
| Mularps socken                                       | 1992  | Vartofta härad       | Falköpings kommun                       | 1499       | Västra Götaland |
| Murums socken                                        | 1739  | Ås härad             | Ulricehamns kommun                      | 1491       | Västra Götaland |
| Månstads socken                                      | 1740  | Kinds härad          | Tranemo kommun                          | 1452       | Västra Götaland |
| Mårdaklevs socken                                    | 1741  | Kinds härad          | Svenljunga kommun                       | 1465       | Västra Götaland |
| Mölltorps socken                                     | 1993  | Vadsbo härad         | Karlsborgs kommun                       | 1446       | Västra Götaland |
| Mölndals stad                                        |       |                      | Mölndals kommun                         | 1481       | Västra Götaland |
| Möne socken                                          | 1742  | Ås härad             | Ulricehamns kommun                      | 1491       | Västra Götaland |
| Naums socken                                         | 1994  | Barne härad          | Vara kommun                             | 1470       | Västra Götaland |
| Nittorps socken                                      | 1743  | Kinds härad          | Tranemo kommun                          | 1452       | Västra Götaland |
| Norra Björke socken                                  | 1744  | Väne härad           | Trollhättans kommun                     | 1488       | Västra Götaland |
| Norra Fågelås socken                                 | 1995  | Kåkinds härad        | Hjo kommun                              | 1497       | Västra Götaland |
| Norra Härene socken                                  | 1996  | Kinnefjärdings härad | Lidköpings kommun                       | 1494       | Västra Götaland |
| Norra Kedums socken                                  | 1997  | Kållands härad       | Lidköpings kommun                       | 1494       | Västra Götaland |
| Norra Kyrketorps socken                              | 1998  | Kåkinds härad        | Skövde kommun                           | 1496       | Västra Götaland |
| Norra Lundby socken                                  | 1999  | Valle härad          | Skara kommun                            | 1495       | Västra Götaland |
| Norra Säms socken                                    | 1745  | Gäsene härad         | Herrljunga kommun                       | 1466       | Västra Götaland |
| Norra Vings socken                                   | 2000  | Valle härad          | Skara kommun                            | 1495       | Västra Götaland |
| Norra Vånga socken                                   | 2001  | Skånings härad       | Vara kommun                             | 1470       | Västra Götaland |
| Norra Åsarps socken                                  | 1746  | Redvägs härad        | Falköpings kommun                       | 1499       | Västra Götaland |
| Nossebro municipalsamhälle (Essunga socken)          |       | Barne härad          | Essunga kommun                          | 1445       | Västra Götaland |
| Nykyrka socken                                       | 2003  | Vartofta härad       | Mullsjö kommun                          | 0642       | Jönköpings län  |
| Nårunga socken                                       | 1747  | Gäsene härad         | Vårgårda kommun                         | 1442       | Västra Götaland |
| Näs socken                                           | 2004  | Vartofta härad       | Falköpings kommun                       | 1499       | Västra Götaland |
| Nödinge socken                                       | 1748  | Ale härad            | Ale kommun                              | 1440       | Västra Götaland |
| Ods socken                                           | 1750  | Gäsene härad         | Herrljunga kommun                       | 1466       | Västra Götaland |
| Odensåkers socken                                    | 2005  | Vadsbo härad         | Mariestads kommun                       | 1493       | Västra Götaland |
| Ornunga socken                                       | 1751  | Gäsene härad         | Vårgårda kommun                         | 1442       | Västra Götaland |
| Otterstads socken                                    | 2006  | Kållands härad       | Lidköpings kommun                       | 1494       | Västra Götaland |
| Ottravads socken                                     | 2007  | Vartofta härad       | Tidaholms kommun                        | 1498       | Västra Götaland |
| Ova socken                                           | 2008  | Kinnefjärdings härad | Götene kommun                           | 1471       | Västra Götaland |
| Partille municipalsamhälle (Partille socken)         |       | Sävedals härad       | Partille kommun                         | 1402       | Västra Götaland |
| Partille socken                                      | 1586  | Sävedals härad       | Partille kommun                         | 1402       | Västra Götaland |
| Rackeby socken                                       | 2009  | Kållands härad       | Lidköpings kommun                       | 1494       | Västra Götaland |
| Ransbergs socken                                     | 2010  | Vadsbo härad         | Tibro kommun                            | 1472       | Västra Götaland |
| Redslareds socken                                    | 1752  | Kinds härad          | Svenljunga kommun                       | 1465       | Västra Götaland |
| Remmene socken                                       | 1753  | Kullings härad       | Herrljunga kommun                       | 1466       | Västra Götaland |
| Revesjö socken                                       | 1754  | Kinds härad          | Svenljunga kommun                       | 1465       | Västra Götaland |
| Roasjö socken                                        | 1755  | Kinds härad          | Svenljunga kommun                       | 1465       | Västra Götaland |
| Rommele socken                                       | 1756  | Flundre härad        | Trollhättans kommun                     | 1488       | Västra Götaland |
| Ryds socken                                          | 2011  | Kåkinds härad        | Skövde kommun                           | 1496       | Västra Götaland |
| Ryda socken                                          | 2012  | Barne härad          | Vara kommun                             | 1470       | Västra Götaland |
| Rydals samhälle (Seglora socken)                     |       | (Marks härad)        | Marks kommun                            | 1463       | Västra Götaland |
| Råda socken, Askims härad                            | 1589  | Askims härad         | Härryda kommun                          | 1401       | Västra Götaland |
| Råda socken, Kållands härad                          | 2013  | Kållands härad       | Lidköpings kommun                       | 1494       | Västra Götaland |
| Rådene socken                                        | 2014  | Gudhems härad        | Skövde kommun                           | 1496       | Västra Götaland |
| Rångedala socken                                     | 1758  | Ås härad             | Borås kommun                            | 1490       | Västra Götaland |
| Rödene socken                                        | 3064  | Kullings härad       | Alingsås kommun                         | 1489       | Västra Götaland |
| Sals socken                                          | 2015  | Åse härad            | Grästorps kommun                        | 1444       | Västra Götaland |
| Saleby socken                                        | 2016  | Skånings härad       | Lidköpings kommun                       | 1494       | Västra Götaland |
| Sandhems socken                                      | 2017  | Vartofta härad       | Mullsjö kommun                          | 0642       | Jönköpings län  |
| Sandhults socken                                     | 1762  | Vedens härad         | Borås kommun                            | 1490       | Västra Götaland |
| Sankt Peders socken                                  | 1763  | Ale härad            | Lilla Edets kommun                      | 1462       | Västra Götaland |
| Segerstads socken                                    | 2018  | Gudhems härad        | Falköpings kommun                       | 1499       | Västra Götaland |
| Seglora socken                                       | 1764  | Marks härad          | Borås kommun                            | 1490       | Västra Götaland |
| Sexdrega socken                                      | 1765  | Kinds härad          | Svenljunga kommun                       | 1465       | Västra Götaland |
| Siene socken                                         | 1766  | Kullings härad       | Vårgårda kommun                         | 1442       | Västra Götaland |
| Sils socken                                          | 2019  | Kinne härad          | Götene kommun                           | 1471       | Västra Götaland |
| Sjogerstads socken                                   | 2020  | Gudhems härad        | Skövde kommun                           | 1496       | Västra Götaland |
| Sjötofta socken                                      | 1767  | Kinds härad          | Tranemo kommun                          | 1452       | Västra Götaland |
| Skallmeja socken                                     | 2021  | Skånings härad       | Skara kommun                            | 1495       | Västra Götaland |
| Skallsjö socken                                      | 1768  | Vättle härad         | Lerums kommun                           | 1441       | Västra Götaland |
| Skalunda socken                                      | 2022  | Kållands härad       | Lidköpings kommun                       | 1494       | Västra Götaland |
| Skara stad                                           |       |                      | Skara kommun                            | 1495       | Västra Götaland |
| Skarstads socken                                     | 2024  | Barne härad          | Vara kommun                             | 1470       | Västra Götaland |
| Skeby socken                                         | 2025  | Kinnefjärdings härad | Götene kommun                           | 1471       | Västra Götaland |
| Skene municipalsamhälle (Örby socken)                |       | Marks härad          | Marks kommun                            | 1463       | Västra Götaland |
| Skephults socken                                     | 1770  | Marks härad          | Marks kommun                            | 1463       | Västra Götaland |
| Skepplanda socken                                    | 1771  | Ale härad            | Ale kommun                              | 1440       | Västra Götaland |
| Skogsbygdens socken                                  | 1772  | Kullings härad       | Vårgårda kommun                         | 1442       | Västra Götaland |
| Skånings-Åsaka socken                                | 2026  | Skånings härad       | Skara kommun                            | 1495       | Västra Götaland |
| Skälvums socken                                      | 2027  | Kinnefjärdings härad | Götene kommun                           | 1471       | Västra Götaland |
| Skärvs socken                                        | 2028  | Valle härad          | Skara kommun                            | 1495       | Västra Götaland |
| Skölvene socken                                      | 1774  | Gäsene härad         | Herrljunga kommun                       | 1466       | Västra Götaland |
| Skörstorps socken                                    | 2029  | Vartofta härad       | Falköpings kommun                       | 1499       | Västra Götaland |
| Skövde stad                                          |       |                      | Skövde kommun                           | 1496       | Västra Götaland |
| Slädene socken                                       | 2031  | Viste härad          | Vara kommun                             | 1470       | Västra Götaland |
| Slöta socken                                         | 2032  | Vartofta härad       | Falköpings kommun                       | 1499       | Västra Götaland |
| Smula socken                                         | 1775  | Redvägs härad        | Falköpings kommun                       | 1499       | Västra Götaland |
| Solberga socken                                      | 1776  | Redvägs härad        | Falköpings kommun                       | 1499       | Västra Götaland |
| Sparlösa socken                                      | 2035  | Viste härad          | Vara kommun                             | 1470       | Västra Götaland |
| Starrkärrs socken                                    | 1777  | Ale härad            | Ale kommun                              | 1440       | Västra Götaland |
| Stenstorps socken                                    | 2036  | Gudhems härad        | Falköpings kommun                       | 1499       | Västra Götaland |
| Stenums socken                                       | 2037  | Valle härad          | Skara kommun                            | 1495       | Västra Götaland |
| Stora Lundby socken                                  | 1779  | Vättle härad         | Lerums kommun                           | 1441       | Västra Götaland |
| Stora Mellby socken                                  | 1780  | Bjärke härad         | Alingsås kommun                         | 1489       | Västra Götaland |
| Strängsereds socken                                  | 1781  | Redvägs härad        | Ulricehamns kommun                      | 1491       | Västra Götaland |
| Strö socken                                          | 2038  | Kållands härad       | Lidköpings kommun                       | 1494       | Västra Götaland |
| Styrsö municipalsamhälle (Styrsö socken)             |       | Askims härad         | Göteborgs kommun                        | 1480       | Västra Götaland |
| Styrsö socken                                        | 1602  | Askims härad         | Göteborgs kommun                        | 1480       | Västra Götaland |
| Sunnersbergs socken                                  | 2039  | Kållands härad       | Lidköpings kommun                       | 1494       | Västra Götaland |
| Suntaks socken                                       | 2040  | Vartofta härad       | Tidaholms kommun                        | 1498       | Västra Götaland |
| Surteby-Kattunga socken                              | 1783  | (Marks härad)        | Marks kommun                            | 1463       | Västra Götaland |
| Sveneby socken                                       | 2041  | Vadsbo härad         | Töreboda kommun                         | 1473       | Västra Götaland |
| Svenljunga köping (Svenljunga socken)                |       | Kinds härad          | Svenljunga kommun                       | 1465       | Västra Götaland |
| Svenljunga socken                                    | 1784  | Kinds härad          | Svenljunga kommun                       | 1465       | Västra Götaland |
| Sventorps socken                                     | 2042  | Kåkinds härad        | Skövde kommun                           | 1496       | Västra Götaland |
| Synnerby socken                                      | 2043  | Skånings härad       | Skara kommun                            | 1495       | Västra Götaland |
| Särestads socken                                     | 2044  | Åse härad            | Grästorps kommun                        | 1444       | Västra Götaland |
| Säters socken                                        | 2045  | Vadsbo härad         | Skövde kommun                           | 1496       | Västra Götaland |
| Sätila socken                                        | 1785  | Marks härad          | Marks kommun                            | 1463       | Västra Götaland |
| Sätuna socken                                        | 2046  | Gudhems härad        | Falköpings kommun                       | 1499       | Västra Götaland |
| Sävare socken                                        | 2047  | Kinnefjärdings härad | Lidköpings kommun                       | 1494       | Västra Götaland |
| Sävedalens municipalsamhälle (Partille socken)       |       | Sävedals härad       | Partille kommun                         | 1402       | Västra Götaland |
| Södra Björke socken                                  | 1786  | Gäsene härad         | Herrljunga kommun                       | 1466       | Västra Götaland |
| Södra Fågelås socken                                 | 2048  | Kåkinds härad        | Hjo kommun                              | 1497       | Västra Götaland |
| Södra Härene socken                                  | 1787  | Kullings härad       | Vårgårda kommun                         | 1442       | Västra Götaland |
| Södra Kedums socken                                  | 2049  | Barne härad          | Vara kommun                             | 1470       | Västra Götaland |
| Södra Kyrketorps socken                              | 2050  | Gudhems härad        | Falköpings kommun                       | 1499       | Västra Götaland |
| Södra Lundby socken                                  | 2051  | Laske härad          | Vara kommun                             | 1470       | Västra Götaland |
| Södra Säms socken                                    | 1788  | Kinds härad          | Ulricehamns kommun                      | 1491       | Västra Götaland |
| Södra Vings socken                                   | 1789  | Ås härad             | Ulricehamns kommun                      | 1491       | Västra Götaland |
| Södra Vånga socken                                   | 1790  | Ås härad             | Ulricehamns kommun                      | 1491       | Västra Götaland |
| Södra Åsarps socken                                  | 1725  | Kinds härad          | Tranemo kommun                          | 1452       | Västra Götaland |
| Söne socken                                          | 2053  | Kållands härad       | Lidköpings kommun                       | 1494       | Västra Götaland |
| Sörby socken                                         | 2054  | Vilske härad         | Falköpings kommun                       | 1499       | Västra Götaland |
| Tarsleds socken                                      | 1791  | Kullings härad       | Herrljunga kommun                       | 1466       | Västra Götaland |
| Tengene socken                                       | 2055  | Viste härad          | Grästorps kommun                        | 1444       | Västra Götaland |
| Tiarps socken                                        | 2056  | Vartofta härad       | Falköpings kommun                       | 1499       | Västra Götaland |
| Tibro köping (Kyrkefalla socken)                     | 2057  | Kåkinds härad        | Tibro kommun                            | 1472       | Västra Götaland |
| Tidaholms stad                                       |       |                      | Tidaholms kommun                        | 1498       | Västra Götaland |
| Tidans municipalsamhälle (Götlunda socken)           |       | Vadsbo härad         | Skövde kommun                           | 1496       | Västra Götaland |
| Tidavads socken                                      | 2059  | Vadsbo härad         | Mariestads kommun                       | 1493       | Västra Götaland |
| Timmele socken                                       | 1792  | Redvägs härad        | Ulricehamns kommun                      | 1491       | Västra Götaland |
| Timmersdala socken                                   | 2060  | Vadsbo härad         | Skövde kommun                           | 1496       | Västra Götaland |
| Tiveds socken                                        | 2264  | Vadsbo härad         | Laxå kommun                             | 1860       | Örebro län      |
| Toarps socken                                        | 1794  | Ås härad             | Borås kommun                            | 1490       | Västra Götaland |
| Torbjörntorps socken                                 | 2061  | Gudhems härad        | Falköpings kommun                       | 1499       | Västra Götaland |
| Torestorps socken                                    | 1795  | Marks härad          | Marks kommun                            | 1463       | Västra Götaland |
| Torpa socken                                         | 3065  | Vedens härad         | Borås kommun                            | 1490       | Västra Götaland |
| Torsö socken                                         | 2062  | Vadsbo härad         | Mariestads kommun                       | 1493       | Västra Götaland |
| Tostareds socken                                     | 1799  | Marks härad          | Marks kommun                            | 1463       | Västra Götaland |
| Tranemo socken                                       | 1800  | Kinds härad          | Tranemo kommun                          | 1452       | Västra Götaland |
| Tranums socken                                       | 2063  | Kållands härad       | Lidköpings kommun                       | 1494       | Västra Götaland |
| Trollhättans stad                                    |       |                      | Trollhättans kommun                     | 1488       | Västra Götaland |
| Tråvads socken                                       | 2064  | Laske härad          | Vara kommun                             | 1470       | Västra Götaland |
| Trässbergs socken                                    | 2065  | Skånings härad       | Lidköpings kommun                       | 1494       | Västra Götaland |
| Trästena socken                                      | 2066  | Vadsbo härad         | Töreboda kommun                         | 1473       | Västra Götaland |
| Trävattna socken                                     | 2067  | Vilske härad         | Falköpings kommun                       | 1499       | Västra Götaland |
| Trökörna socken                                      | 2068  | Viste härad          | Grästorps kommun                        | 1444       | Västra Götaland |
| Tumbergs socken                                      | 1802  | Kullings härad       | Vårgårda kommun                         | 1442       | Västra Götaland |
| Tuns socken                                          | 2069  | Åse härad            | Lidköpings kommun                       | 1494       | Västra Götaland |
| Tunge socken                                         | 1803  | Ale härad            | Lilla Edets kommun                      | 1462       | Västra Götaland |
| Tuve socken                                          | 1613  | Östra Hisings härad  | Göteborgs kommun                        | 1480       | Västra Götaland |
| Tvärreds socken                                      | 1804  | Kinds härad          | Ulricehamns kommun                      | 1491       | Västra Götaland |
| Tådene socken                                        | 2070  | Kållands härad       | Lidköpings kommun                       | 1494       | Västra Götaland |
| Tämta socken                                         | 1806  | Vedens härad         | Borås kommun                            | 1490       | Västra Götaland |
| Tängs socken                                         | 2071  | Åse härad            | Grästorps kommun                        | 1444       | Västra Götaland |
| Tärby socken                                         | 1807  | Ås härad             | Borås kommun                            | 1490       | Västra Götaland |
| Töllsjö socken                                       | 1809  | Bollebygds härad     | Bollebygds kommun                       | 1443       | Västra Götaland |
| Töreboda köping (Björkängs socken)                   | 1857  | Vadsbo härad         | Töreboda kommun                         | 1473       | Västra Götaland |
| Ugglums socken                                       | 2073  | Gudhems härad        | Falköpings kommun                       | 1499       | Västra Götaland |
| Ullasjö socken                                       | 1811  | Kinds härad          | Svenljunga kommun                       | 1465       | Västra Götaland |
| Ullene socken                                        | 2074  | Vilske härad         | Falköpings kommun                       | 1499       | Västra Götaland |
| Ullervads socken                                     | 2075  | Vadsbo härad         | Mariestads kommun                       | 1493       | Västra Götaland |
| Ulricehamns stad                                     |       |                      | Ulricehamns kommun                      | 1491       | Västra Götaland |
| Undenäs socken                                       | 2076  | Vadsbo härad         | Karlsborgs kommun                       | 1446       | Västra Götaland |
| Upphärads socken                                     | 1813  | Flundre härad        | Trollhättans kommun                     | 1488       | Västra Götaland |
| Utby socken                                          | 2077  | Vadsbo härad         | Mariestads kommun                       | 1493       | Västra Götaland |
| Utvängstorps socken                                  | 2078  | Vartofta härad       | Mullsjö kommun                          | 0642       | Jönköpings län  |
| Uvereds socken                                       | 2079  | Kållands härad       | Lidköpings kommun                       | 1494       | Västra Götaland |
| Vads socken                                          | 2080  | Vadsbo härad         | Skövde kommun                           | 1496       | Västra Götaland |
| Valstads socken                                      | 2081  | Vartofta härad       | Tidaholms kommun                        | 1498       | Västra Götaland |
| Valtorps socken                                      | 2082  | Gudhems härad        | Falköpings kommun                       | 1499       | Västra Götaland |
| Vara köping (Vara socken)                            |       | Barne härad          | Vara kommun                             | 1470       | Västra Götaland |
| Vara socken                                          | 2083  | Barne härad          | Vara kommun                             | 1470       | Västra Götaland |
| Varnhems socken                                      | 2084  | Valle härad          | Skara kommun                            | 1495       | Västra Götaland |
| Varnums socken                                       | 1814  | Ås härad             | Ulricehamns kommun                      | 1491       | Västra Götaland |
| Varola socken                                        | 2085  | Kåkinds härad        | Skövde kommun                           | 1496       | Västra Götaland |
| Vartofta-Åsaka socken                                | 2086  | Vartofta härad       | Falköpings kommun                       | 1499       | Västra Götaland |
| Varvs socken                                         | 2087  | Vartofta härad       | Tidaholms kommun                        | 1498       | Västra Götaland |
| Vassända-Naglums socken                              | 3066  | Väne härad           | Trollhättans kommun, Vänersborgs kommun | 1488, 1487 | Västra Götaland |
| Vedums municipalsamhälle (Laske-Vedums socken)       |       | Laske härad          | Vara kommun                             | 1470       | Västra Götaland |
| Velinga socken                                       | 2088  | Vartofta härad       | Tidaholms kommun                        | 1498       | Västra Götaland |
| Vesene socken                                        | 1816  | Gäsene härad         | Herrljunga kommun                       | 1466       | Västra Götaland |
| Vilske-Kleva socken                                  | 2089  | Vilske härad         | Falköpings kommun                       | 1499       | Västra Götaland |
| Vinköls socken                                       | 2090  | Skånings härad       | Skara kommun                            | 1495       | Västra Götaland |
| Vists socken                                         | 3072  | Redvägs härad        | Ulricehamns kommun                      | 1491       | Västra Götaland |
| Vistorps socken                                      | 2091  | Vartofta härad       | Falköpings kommun                       | 1499       | Västra Götaland |
| Vretens samhälle (Ljunghems och Edåsa socknar)       |       | Gudhems härad        | Skövde kommun                           | 1496       | Västra Götaland |
| Vrångö municipalsamhälle (Styrsö socken)             |       | Askims härad         | Göteborgs kommun                        | 1480       | Västra Götaland |
| Våmbs socken                                         | 2092  | Kåkinds härad        | Skövde kommun                           | 1496       | Västra Götaland |
| Vårgårda municipalsamhälle (Kullings-Skövde socken)  |       | Kullings härad       | Vårgårda kommun                         | 1442       | Västra Götaland |
| Vårkumla socken                                      | 2093  | Frökinds härad       | Falköpings kommun                       | 1499       | Västra Götaland |
| Väla socken                                          | 2094  | Kållands härad       | Lidköpings kommun                       | 1494       | Västra Götaland |
| Vänersborgs stad                                     |       |                      | Vänersborgs kommun                      | 1487       | Västra Götaland |
| Vänersnäs socken                                     | 1822  | Väne härad           | Vänersborgs kommun                      | 1487       | Västra Götaland |
| Väne-Ryrs socken                                     | 1819  | Väne härad           | Vänersborgs kommun                      | 1487       | Västra Götaland |
| Väne-Åsaka socken                                    | 1820  | Väne härad           | Trollhättans kommun                     | 1488       | Västra Götaland |
| Vänga socken                                         | 1823  | Vedens härad         | Borås kommun                            | 1490       | Västra Götaland |
| Värings socken                                       | 2095  | Vadsbo härad         | Skövde kommun                           | 1496       | Västra Götaland |
| Värsås socken                                        | 2096  | Kåkinds härad        | Skövde kommun                           | 1496       | Västra Götaland |
| Västerbitterna socken                                | 2067  | Laske härad          | Vara kommun                             | 1470       | Västra Götaland |
| Västerplana socken                                   | 2098  | Kinne härad          | Götene kommun                           | 1471       | Västra Götaland |
| Västra Frölunda socken                               | 3004  | Askims härad         | Göteborgs kommun                        | 1480       | Västra Götaland |
| Västra Gerums socken                                 | 2099  | Skånings härad       | Skara kommun                            | 1495       | Västra Götaland |
| Västra Tunhems socken                                | 1825  | Väne härad           | Vänersborgs kommun                      | 1487       | Västra Götaland |
| Vättaks socken                                       | 2100  | Vartofta härad       | Tidaholms kommun                        | 1498       | Västra Götaland |
| Vättlösa socken                                      | 2101  | Kinne härad          | Götene kommun                           | 1471       | Västra Götaland |
| Yllestads socken                                     | 2102  | Vartofta härad       | Falköpings kommun                       | 1499       | Västra Götaland |
| Ås socken                                            | 2103  | Åse härad            | Grästorps kommun                        | 1444       | Västra Götaland |
| Åsbräcka socken                                      | 1828  | Flundre härad        | Lilla Edets kommun                      | 1462       | Västra Götaland |
| Åsle socken                                          | 2104  | Vartofta härad       | Falköpings kommun                       | 1499       | Västra Götaland |
| Älekulla socken                                      | 1829  | Marks härad          | Marks kommun                            | 1463       | Västra Götaland |
| Älgarås socken                                       | 2105  | Vadsbo härad         | Töreboda kommun                         | 1473       | Västra Götaland |
| Älvsborgs municipalsamhälle (Västra Frölunda socken) |       | Askims härad         | Göteborgs kommun                        | 1480       | Västra Götaland |
| Älvsereds socken                                     | 1526  | Kinds härad          | Falkenbergs kommun                      | 1382       | Hallands län    |
| Äspereds socken                                      | 1831  | Ås härad             | Borås kommun                            | 1490       | Västra Götaland |
| Ödenäs socken                                        | 1833  | Kullings härad       | Alingsås kommun                         | 1489       | Västra Götaland |
| Öglunda socken                                       | 2106  | Valle härad          | Skara kommun                            | 1495       | Västra Götaland |
| Ölsremma socken                                      | 1835  | Kinds härad          | Tranemo kommun                          | 1452       | Västra Götaland |
| Öms socken                                           | 3044  | Kåkinds härad        | Skövde kommun                           | 1496       | Västra Götaland |
| Önums socken                                         | 2108  | Barne härad          | Vara kommun                             | 1470       | Västra Götaland |
| Öra socken                                           | 1837  | Gäsene härad         | Herrljunga kommun                       | 1466       | Västra Götaland |
| Örby socken                                          | 1838  | Marks härad          | Marks kommun                            | 1463       | Västra Götaland |
| Örgryte socken                                       | 3032  | Sävedals härad       | Göteborgs kommun                        | 1480       | Västra Götaland |
| Örslösa socken                                       | 2109  | Kållands härad       | Lidköpings kommun                       | 1494       | Västra Götaland |
| Örsås socken                                         | 1839  | Kinds härad          | Svenljunga kommun                       | 1465       | Västra Götaland |
| Östads socken                                        | 1840  | Ale härad            | Lerums kommun                           | 1441       | Västra Götaland |
| Österbitterna socken                                 | 2110  | Laske härad          | Vara kommun                             | 1470       | Västra Götaland |
| Österplana socken                                    | 2111  | Kinne härad          | Götene kommun                           | 1471       | Västra Götaland |
| Östra Frölunda socken                                | 1841  | Kinds härad          | Svenljunga kommun                       | 1465       | Västra Götaland |
| Östra Gerums socken                                  | 2112  | Vartofta härad       | Tidaholms kommun                        | 1498       | Västra Götaland |
| Östra Tunhems socken                                 | 2113  | Gudhems härad        | Falköpings kommun                       | 1499       | Västra Götaland |
| Öttums socken                                        | 2114  | Skånings härad       | Vara kommun                             | 1470       | Västra Götaland |
| Öxabäcks socken                                      | 1842  | Marks härad          | Marks kommun                            | 1463       | Västra Götaland |
| Öxnevalla socken                                     | 1843  | Marks härad          | Marks kommun                            | 1463       | Västra Götaland |